# Eukoenenia deleta
Eukoenenia deleta is een spinnensoort in de taxonomische indeling van de Palpigradi.
Het dier komt uit het geslacht Eukoenenia. Eukoenenia deleta werd in 1992 beschreven door Condé.